# Vrijdagmoskee van Herat
Met de bouw van de Vrijdagmoskee van Herat (Afghanistan) werd begonnen in 1404 in opdracht van de Timoeridenleider Shahrukh Mirza. De bouw duurde tot 1446. De moskee zou later uitgebouwd worden tijdens de overheersing van het Mogolrijk en kreeg haar huidige vorm tegen het eind van de 15e eeuw. De vrijdagmoskee werd grotendeels vernietigd tijdens de eerste, tweede en Derde Anglo-Afghaanse Oorlog. Vanaf 1945 werd de moskee weer hersteld maar een groot deel van de pracht en praal is verdwenen.
De moskee is bedekt met tegels van Lapis lazuli.